# Хосе Марія Карраско
Хосе Марія Карраско (ісп. José María Carrasco, нар. 16 серпня 1997) — болівійський футболіст, центральний захисник клубу «Реал Томаяпо» і національної збірної Болівії.

## Клубна кар'єра
Народився 16 серпня 1997 року. Вихованець футбольної школи клубу «Блумінг». Дорослу футбольну кар'єру розпочав 2016 року в основній команді того ж клубу, в якій провів чотири сезони, взявши участь у 75 матчах чемпіонату. 
У 2021—2022 роках грав за еквадорський «Індепендьєнте дель Вальє» та чилійський «Універсідад де Чилі», після чого повернувся на батьківщину до «Блумінга», а згодом також грав за «Зе Стронгест» та «Насьйональ» (Потосі).
2024 року приєднався до клубу «Реал Томаяпо».

## Виступи за збірні
2017 року залучався до складу молодіжної збірної Болівії. На молодіжному рівні зіграв у 3 офіційних матчах.
2019 року дебютував в офіційних матчах за національну збірну Болівії. У її складі був учасником тогорічного розіграшу Кубка Америки у Бразилії.